# Santiago Moya
Santiago Nicolás Moya (González Catán, 13 de junio de 2003) es un futbolista argentino. Juega de defensor y su equipo actual es Aldosivi, de la Primera División de Argentina, a préstamo de Huracán.

## Carrera

### Huracán
Surgió de las inferiores del Huracán y debutó en el primer equipo el 21 de agosto de 2021, en el empate 1-1 frente a Godoy Cruz, siendo parte del equipo titular, aunque fue reemplazado en el comienzo del segundo tiempo por Lucas Vera. Meses más tarde, firmó su primer contrato profesional.

### Independiente Rivadavia
En 2023, fue prestado a Independiente Rivadavia, equipo de la Primera Nacional. Si bien su participación en el equipo fue secundaria, ya que jugó apenas 11 encuentros, fue parte del plantel campeón que obtuvo el ascenso a Primera División.

### Quilmes
Fue prestado a Quilmes, también participante de la Primera Nacional, en enero de 2024.

## Estadísticas

### Clubes
| Huracán Argentina | 1.ª                 | 2021                | 2  | 0 | 0 | 0 | - | - | 2  | 0 | 0 |
| Huracán Argentina | 1.ª                 | 2022                | 2  | 0 | 0 | 0 | - | - | 2  | 0 | 0 |
| Huracán Argentina | 1.ª                 | 2025                | 0  | 0 | 0 | 0 | 1 | 0 | 1  | 0 | 0 |
| Huracán Argentina | Total club          | Total club          | 4  | 0 | 0 | 0 | 1 | 0 | 5  | 0 | 0 |
| Independiente Rivadavia Argentina | 2.ª                 | 2023                | 10 | 0 | 1 | 0 | - | - | 11 | 0 | 0 |
| Independiente Rivadavia Argentina | Total club          | Total club          | 10 | 0 | 1 | 0 | - | - | 11 | 0 | 0 |
| Quilmes Argentina | 2.ª                 | 2024                | 23 | 0 | 1 | 0 | - | - | 24 | 0 | 0 |
| Quilmes Argentina | Total club          | Total club          | 23 | 0 | 1 | 0 | - | - | 24 | 0 | 0 |
| Aldosivi Argentina | 1.ª                 | 2025                | 0  | 0 | 1 | 0 | - | - | 1  | 0 | 0 |
| Aldosivi Argentina | Total club          | Total club          | 0  | 0 | 1 | 0 | - | - | 1  | 0 | 0 |
| Total en su carrera | Total en su carrera | Total en su carrera | 37 | 0 | 3 | 0 | 1 | 0 | 41 | 0 | 0 |
| (1) Las copas nacionales se refiere a la Copa Argentina y a la Copa de la Liga Profesional. (2) Las copas internacionales se refiere a la Copa Libertadores y a la Copa Sudamericana. (3) Media de goles por encuentro. No incluye goles en partidos amistosos. |                     |                     |    |   |   |   |   |   |    |   |   |